# Mile Uzelac
Milan Uzelac (Split, 1978. szeptember 30. –) horvát kézilabdázó.

## Pályafutása
Mile Uzelac pályafutását RK Kvarnerben kezdte. Tizenöt éves korában már a klub felnőtt csapatában játszott és nagy szerepe volt abban, hogy a csapat megnyerte az 1.B, azaz a harmadik osztályú bajnokságot és feljusson a másodosztályba.
1995 és 1996 között egy szezont töltött az RK Zametben, ahol az élvonalba jutáshoz segítette a csapatot és U-19 bajnokságot nyert, olyan játékostársakkal, mint Mirza Džomba és Renato Sulić. A következő szezonban az RK Pećine játékosa volt. A következő két évben kettős igazolással a különböző bajnokságokban szereplő Zametben és Pećine csapatában is pályára lépett.
1997-től kezdődően játszott az RK Zametben. Legnagyobb sikereként háromszor is bejutott acsapattal a Horvát Kupa döntőjébe, azonban ott egyszer sem sikerült győzni az esélyesebb RK Zagreb és RK Metković ellen. 
Pályafutása során a nemzetközi kupaporondon a City-kupában, a Kupagyőztesek Európa-kupájában és az EHF-kupában is pályára léphetett. 2003-tól visszavonulásáig a Zamet csapatkapitánya volt, ő volt a klub történetének legtöbbet foglalkoztatott játékosa, közel 21 szezont töltött el a klubnál.

## Sikerei, díjai
RK Zamet
- Horvát bajnokság, 3. helyezett (2): 1997-98, 1998-99
- Másodosztályú bajnok (1): 1995-96
- U-19-es korosztályos bajnok (1): 1996
- Horvát Kupa-döntős (3): 2000, 2001, 2012